# Inés Puyó
Inés Puyó León, (Santiago de Chile, 9 de diciembre de 1906, Santiago de Chile, 21 de marzo de 1996) fue una pintora chilena. Estudió en la Escuela Bellas Artes entre los años 1927 y 1928. Fue reconocida como Miembro de Número de la Academia Chilena de Bellas Artes, y en 1984 recibió la Condecoración al mérito docente y cultural Gabriela Mistral. Ganó más de diez premios en Salones y Certámenes y dio a conocer su obra en más de setenta exposiciones tanto nacionales como internacionales.

## Biografía
Inés Puyó nace en una familia de diez hijos. A los 26 años ingresa a la Escuela de Bellas artes, (desde 1927 hasta 1928) siendo discípula de Juan Francisco González y de Ricardo Brunet. En 1930 junto al grupo de profesores y estudiantes que conformaba la Escuela de Bellas Artes, recibe una Beca del Gobierno para estudiar en la Academia Escandinava de París, lugar en donde fue discípula de Otho Friez, Henry Varroquier y André Lothe. Allí, sus obras participaron en los salones d’Automne y en Des Independents.
Participó activamente de la Generación del 28, grupo que postulaba la superioridad de los valores plásticos sobre cualquier otro elemento subjetivo, adhiriendo la innovación vanguardista a la producción de arte chileno con una visión adelantada a su época. También formó parte del grupo que se reunía constantemente en el Café Miraflores, lugar obligado de encuentro de escritores, poetas, músicos y todo tipo de artistas, al estilo de grandes ciudades españolas.
Puyó estudió en los años 30 en Nueva York la escuela de arte fundada por Amedee Ozenfant. En 1939 obtuvo el primer premio de pintura en el Salón Oficial de Santiago y años después, desde 1950 a 1960 se dedicó a la docencia, siendo profesora de esmalte técnico en el instituto chileno-italiano y luego perfeccionándose en Italia. Posteriormente, en 1951 participó en la primera Bienal de Arte Moderno de São Paulo.
De regreso en Chile, durante el año 1969, se incendió el tercer piso de la Escuela de Bellas Artes, por lo que Inés Puyó ofreció su residencia a los artistas que perdieron sus talleres. Entre los pintores se encontraban Carlos Pedraza, Héctor Banderas, Aída Poblete, los escultores Julio Antonio Vázquez y María Fuentealba entre otros, convirtiendo su casa, ubicada en Monjitas 619 , en un centró artístico muy particular.
En 1983 es incorporada como Miembro de Número de la Academia Chilena de Bellas Artes y en 1984 recibe la condecoración al mérito docente y cultural Gabriela Mistral.

## Estrategia visual
Se caracterizó por pintar al óleo, naturalezas muertas, flores, frutas, además de retratos, desnudos y paisajes del Parque Forestal, temas tratados con una gran riqueza cromática, que va desde los claroscuros a los grises metálicos, logrados con pincelada corta, delgada y caligráfica, donde se destaca con gran expresividad la naturaleza y esencia de las formas.

## Premios y distinciones
- 1936 Mención Honrosa y Diploma en la Exposición Nacional de Artes Plásticas del IV Centenario de Valparaíso, Chile
- 1939 Primer Premio Pintura del Salón Oficial. Santiago, Chile.
- 1941 Premio de Honor Certamen Edwards del Salón Oficial, Santiago, Chile.
- 1946 Primer Premio Pintura del Salón Oficial, Santiago, Chile.
- 1953 Segundo Premio de Artes Aplicadas del Salón Oficial, Santiago, Chile.
- 1954 Premio de Honor del salón Oficial. Santiago, Chile.
- 1954 Premio del Círculo de Críticos de Arte. Santiago, Chile.
- 1957 Primer Premio de Artes Aplicadas del Salón Oficial, Santiago, Chile.
- 1957 Premio de Adquisición del Salón de Verano de Viña del Mar, Chile
- 1963 Premio de Adquisición del Salón de Verano de Viña del Mar, Chile.
- 1964 Primer Premio de Artes Aplicadas. Santiago, Chile.
- 1965 Premio Juan Francisco González de Pintura, Salón de Verano, Viña del Mar, Chile.
- 1978 Premio del Círculo de Críticos de Arte, Santiago, Chile.
- 1983 Incorporada como Miembro de Número a la Academia Chilena de Bellas Artes, Santiago, Chile.
- 1984 Condecoración Docente y Cultural Gabriela Mistral. Santiago, Chile.

## Exposiciones

### Exposiciones individuales
- 1948 Oleos. Sala del Pacífico. Santiago, Chile.
- 1954 Oleos. Sala del Banco de Chile. Santiago, Chile.
- 1963 Galería Bolt, Santiago, Chile.
- 1974 Inés Puyó. Casa de la Cultura. Sala de Exposiciones del Ministerio de Educación. Santiago, Chile.
- 1978 Retrospectiva Museo de Arte Contemporáneo, Universidad de Chile, Santiago, Chile.
- 1986 Oleos Recientes. Galería La Fachada, Santiago, Chile.
- 1988 Pinturas. Sala Universitaria de Concepción, Chile.
- 1989 Inés Puyó. Galería de L’ Arte. Talca, Chile.
- 1990 Pinturas. Hotel O’Higgins, Viña del Mar, Chile.
- 1992 Oleos. Los Arcos de Bellavista, Santiago, Chile.

### Exposiciones Colectivas
- 1936 Exposición Nacional de Artes Plásticas del IV Centenario de Valparaíso, Chile
- 1940 Exposición de Arte Chileno, Buenos Aires, Argentina.
- 1942 Chilean Contemporary Art, The Toledo Museum of Art, Estados Unidos.
- 1946 ARS Americana: Argentina, Chile, Uruguay. Maison de l’Amerique Latine, Francia.
- 1951 I Bienal de Arte de Sao Paulo, Brasil.
- 1953 Exposición de Pintura y Escultura Chilena Contemporánea. Municipalidad de la Ciudad de Buenos Aires, Argentina.
- 1954 Exposición de Plástica Femenina Gabriela Mistral, Ministerio de Educación, Santiago, Chile.
- 1955 Cien Años de Pintura Chilena. Sala de Exposiciones del Círculo de Periodistas, Santiago, Chile.
- 1955 III Bienal de Arte de Sao Paulo, Sao Paulo, Brasil.
- 1956 Contemporany Art of Chile. Carnegie International Center, Estados Unidos.
- 1958 Exposición Decimoctavo Aniversario de la Asociación Chilena de Pintores y Escultores. Sala de la Universidad de Chile, Santiago, Chile.
- 1959 Asociación Chilena de Pintores y Escultores, Museo Nacional de Bellas Artes, Santiago, Chile.
- 1959 Nueva Pintura y Escultura Chilena. Museo Nacional de Bellas Artes, Santiago, Chile.
- 1964 Pintura Chilena. Instituto Chileno Norteamericano, Santiago, Chile.
- 1968 Exposición De Juan Francisco González a Matta. Instituto Chileno Alemán, Santiago, Chile.
- 1969 Panorama de la Pintura Chilena. Colección Fernando Lobo Parga. Museo Nacional de Bellas Artes, Santiago, Chile.
- 1969 Primera Exposición Anual. Instituto Cultural de Providencia, Santiago, Chile.
- 1972 Las Flores y las Frutas en la Pintura Chilena. Instituto Cultural de Las Condes, Santiago, Chile.
- 1974 Pintores del Mar. Sala de Exposiciones del Ministerio de Educación, Santiago, Chile.
- 1975 Naturalezas Muertas Pintura Chilena, Casa de la Cultura del MINEDUC, Santiago, Chile.
- 1975 Grupo Montparnasse 50 Años. Sala de Exposiciones Asociación de Ahorro y Préstamo Bernardo O’Higgins, Santiago, Chile.
- 1975 Naturalezas Muertas en la Pintura Chilena. Sala de Exposiciones del Ministerio de Educación, Santiago, Chile.
- 1975 La Mujer en el Arte. Museo Nacional de Bellas Artes, Santiago, Chile.
- 1976 Pintura Chilena, Casa de la Cultura del MINEDUC, Santiago, Chile.
- 1976 Concurso de Pintura Academia de Bellas Artes del Instituto de Chile, Sala de Exposiciones de la Casa de la Cultura del Ministerio de Educación, Santiago, Chile.
- 1977 Pintores y Escultores Contemporáneos con ocasión de VI Asamblea de la OEA, Municipalidad de Providencia, Santiago, Chile.
- 1978 Exhibition of Chilean Paintings. Embajada de Chile en Estados Unidos.
- 1979 Certamen Terracota. Boulevard Drugstore, Santiago, Chile.
- 1980 El Arte y la Banca. Museo Nacional de Bellas Artes, Santiago, Chile.
- 1982 El Árbol en la Pintura Chilena. Museo Nacional de Bellas Artes, Santiago, Chile.
- 1982 Colección Banco Hipotecario de Chile. Sala BHC, Santiago, Chile.
- 1983 Exposición de Pintura Chilena de la Colección del Museo Nacional de Bellas Artes, Sala Matta, Santiago, Chile.
- 1983 Cincuenta Años de Plástica en Chile: Desde Matta hasta el presente. Instituto Cultural de Las Condes, Santiago, Chile.
- 1984 Oleos. Galería La Fachada, Santiago, Chile.
- 1985 Los Salones: 1884–1966: Ocho Décadas de Arte en Chile. Instituto Cultural de Las Condes, Santiago, Chile.
- 1986 Plástica Chilena: Colección Museo Nacional de Bellas Artes. Sala de Exposiciones Municipalidad de Valdivia, Chile.
- 1986 Plástica Chilena: Colección Museo Nacional de Bellas Artes. Sala de Exposiciones Municipalidad de Temuco, Chile.
- 1986 Exposición con Bruna Solari. Sala de la Municipalidad de Viña del Mar, Chile.
- 1987 Celebración de los 10 Años de la Galería de B. Lawrence, Santiago, Chile.
- 1987 Exposición y Venta de Pintores y Esculturas Chilenas Federación Wizo de Chile. Instituto Cultural de Las Condes, Santiago, Chile.
- 1987 IV Concurso Nacional de Pintura, Exposición Itinerante a Latinoamérica del Ministerio de Relaciones Exteriores.
- 1988 La Expresión Primaveral de la Naturaleza en el Arte. Sala de Exposiciones Municipalidad de Chillán, Chillán, Chile.
- 1989 Exposición Plástica del Siglo XX. Pinacoteca de Concepción, Concepción, Chile.
- 1989 Pintores de Chile en el Edificio de la Construcción, Santiago, Chile.
- 1990 Pintores de la Década del 90. Galería Fundación, Santiago, Chile.
- 1990 Exposición Homenaje a Camilo Mori. La Casona, Santiago, Chile.
- 1991 Pinturas. Sala Viña del Mar, Viña del Mar, Chile.
- 1991 Siete Artistas Chilenos. The Gordon Gallery, California, Estados Unidos.
- 1991 Mujeres en el Arte. Museo Nacional de Bellas Artes, Santiago, Chile.
- 1991 La Ciudad de los Pintores, Instituto Cultural de las Condes, Santiago, Chile.
- 1993 14 Pintores, Galería de Arte, Vitacura, Santiago, Chile.
- 1994 Exposición Colectiva de Treinta Pintores Nacionales, Galería Imagen, Antofagasta, Chile.
- 1994 Segundo Salón de Pintura y Escultura, Casa Central de la Universidad de Chile, Santiago, Chile.
- 1995 Taller del Pintor, Muestra Colectiva, Instituto Cultural de Providencia, Santiago, Chile.
- 1998 Los Elegidos de la Pintura Chilena 2, Corporación Cultural de las Condes, Santiago, Chile.
- 2000 Chile Cien Años Artes Visuales: Primer Período (1900 - 1950) Modelo y Representación, Museo Nacional de Bellas Artes, Santiago, Chile.
- 2004 Exposición Colectiva Galería de Arte El Caballo Verde, Galería de Arte Universidad Católica de Temuco, Temuco, Chile.
- 2005 Arte Contemporáneo Chileno: Desde el otro sitio/lugar = Chilean Contemporary Art: From the other side/site. Museo de Arte Contemporáneo, MAC, Universidad de Chile, Santiago, Chile
- 2005 Arte Contemporáneo Chileno: Desde el otro sitio/lugar = Chilean Contemporary Art: From the other side/site. Museo Nacional de Arte Contemporáneo de Corea, Corea
- 2008 Altazor, Pintores Chilenos y Españoles ilustrando a Huidobro, Museo de América, Madrid, España.
- 2010 Exposición Centenario, Museo Nacional de Bellas Artes, Santiago, Chile.

## Obras en colección del Museo Nacional de Bellas Artes Paisaje, 1954, óleo sobre tela, 56 x 46 cm.
- Niña de Campo, óleo sobre tela. 46 x 38 cm.
- Figura, óleo sobre tela. 40 x 32 cm.
- Parque Forestal, 1965, óleo sobre tela, 72 x 92 cm.

## Obras en otras Colecciones Públicas
- EMBAJADA DE CHILE EN BRASIL, BRASIL: Flores, óleo sobre tela, 80 x 100 cm
- MUSEO DE ARTE CONTEMPORANEO DE LA UNIVERSIDAD DE CHILE, SANTIAGO, CHILE: Naturaleza Muerta, óleo sobre tela, 73 x 62 cm
- PINACOTECA DE LA UNIVERSIDAD DE CONCEPCION, CHILE: Parque Forestal, óleo sobre tela, 100 x 73 cm
- MUSEO MUNICIPAL DE BELLAS ARTES DE VIÑA DEL MAR, CHILE Naturaleza Muerta, 1949, óleo sobre tela, 48 x 60 cm
- MUSEO O´HIGGINIANO Y DE BELLAS ARTES DE TALCA, TALCA, CHILE.
- MUSEO DE ARTE Y ARTESANÍA DE LINARES, LINARES, CHILE.